# Эвлофиды
Эвлофиды (лат. Eulophidae) — семейство паразитических наездников надсемейства Chalcidoidea из отряда перепончатокрылых. Размеры мелкие (от 0,4 до 6 мм, в основном 1—3 мм). Крылья с сильно редуцированным жилкованием.
Древнейший ископаемый вид Kressleinius celans описан из эоценового балтийского янтаря.

## Биология
Паразиты чешуекрылых (Lepidoptera), двукрылых (Diptera), Червецов и щитовок (Coccoidea). Есть даже полуводные виды, паразитирующие на жуках Psephenidae.
Имеют хозяйственное значение, как энтомофаги минирующих насекомых. Для борьбы с вредителями в качестве агентов биологической борьбы чаще применялись представители родов Diglyphus Walker, 1848, Sympiesis Forster, 1856 и Pnigalio Srank, 1802 (Eulophinae).

## Распространение
Космополитное.

## Классификация
- Смотрите статью «Список родов Eulophidae»

Около 5300 видов, 320 родов (5 подсемейств), в том числе в Палеарктике — 892 вида из 77 родов (Ефремова, 1998), в Неарктике 500. Для территории России ранее указывалось 252 вида из 52 родов (Тряпицын, 1978), а по последним данным (2019) — фауна России включает 66 родов и 785 видов наездников этого семейства. Это одно из двух крупнейших семейств Chalcidoidea (наряду с Pteromalidae). Включает род Elasmus ранее составлявший отдельное семейство «Elasmidae», а ныне в составе Eulophinae. В 2020 году семейство рассматривается в составе подсемейств Entedoninae, Entiinae, Eulophinae, Opheliminae и Tetrastichinae. Выделенное в 2013 году Ceranisinae (паразитоиды трипсов) было в 2015 году синонимизировано с Entedoninae. Семейство монофилетическое, в котором клада подсемейств Eulophinae + Tetrastichinae сестринская к группе (Opheliminae + Entiinae) + Entedoninae
- Entedoninae Forster, 1856 — около 1300 видов и 87 родов (крупнейший род Omphale с 250 видами), в Европе 335 видов
  - Chrysocharis laomedon
- Entiinae Hedqvist, 1974 (= Euderinae Graham, 1959) — около 150 видов и 17 родов, в Европе около 30 видов
  - Euderus Haliday, 1844 (80 видов)
    - Euderus set
- Eulophinae (Westwood, 1828) — около 1100 видов и 96 родов, в Европе около 275 видов
  - = включая Elasminae — около 200 видов (1 род Elasmus), в Европе около 30 видов
- Opheliminae Westwood — около 60 видов и 2 рода
  - Australsecodes Girault, 1928
  - Ophelimus Haliday, 1844
- Tetrastichinae — около 1650 видов и 90 родов (Aprostocetus с 780 видами, Tetrastichus с 477), в Европе около 500 видов
- Insertae Sedis
  - Boucekelimus elongatus[7]
  - Tatiana mymaroides